# Aleksandar Radosavljevič
Aleksandar Radosavljevič (Kranj, 25 april 1979) is een Sloveens voormalig betaald voetballer die bij voorkeur als verdedigende middenvelder speelde. In augustus 2002 debuteerde hij in het Sloveens voetbalelftal, waarvoor hij op onder meer het WK 2010 actief was.

## Clubcarrière
Radosavljevič debuteerde in het seizoen 1998/99 in het profvoetbal bij ND Triglav Kranj. Hij was meteen een vaste waarde, hij speelde 31 wedstrijden en scoorde daarin een doelpunt.
Het seizoen daarop verruilde hij zijn club voor het eveneens Sloveense NK Publikum Celje. Hier speelde hij drie jaren.
In 2002 ging hij bij het Russische Sjinnik Jaroslavl voor het eerst de strijd in een buitenlandse competitie aan. Radosavljevič bleef acht jaar actief in de Premjer-Liga, vijf seizoenen voor Sjinnik Jaroslavl.
Toen Sjinnik Jaroslav degradeerde vertrok Radosavljevic naar Tom Tomsk. Hier verbleef hij drie jaar.
Zijn daaropvolgende avontuur bij het Griekse AE Larissa 1964 duurde één seizoen.
Voor het seizoen 2010/11 werd Radosavljevic aangetrokken door een Nederlandse club, ADO Den Haag contracteerde hem transfervrij. Hij besloot na dit seizoen zijn contract met 2 jaar te verlengen en staat tot zomer 2013 bij ADO onder contract.
Voor het seizoen 2012/13 werd Radosavljevic verhuurd aan een andere Nederlandse club, VVV-Venlo. Op 26 september 2013 tekende hij bij Olimpija Ljubljana waar hij eind 2013 zijn loopbaan beëindigde.

## Clubstatistieken
| 1998/99                        | ND Triglav Kranj        | PrvaLiga        | 31  | 1  | 0  | 0 | —  | — | 31  | 1  |
| 1999/00                        | NK Publikum Celje       | PrvaLiga        | 32  | 11 | 0  | 0 | —  | — | 32  | 11 |
| 2000/01                        | NK Publikum Celje       | PrvaLiga        | 33  | 7  | 1  | 0 | —  | — | 34  | 7  |
| 2001/02                        | NK Publikum Celje       | PrvaLiga        | 17  | 3  | 2  | 0 | 3  | 0 | 22  | 3  |
| 2002                           | Sjinnik Jaroslavl       | Premjer-Liga    | 11  | 0  | 0  | 0 | —  | — | 11  | 0  |
| 2003                           | Sjinnik Jaroslavl       | Premjer-Liga    | 0   | 0  | 1  | 0 | 3  | 0 | 4   | 0  |
| 2003/04                        | → NK Mura Murska Sobota | PrvaLiga        | 23  | 8  | 0  | 0 | —  | — | 23  | 8  |
| 2004                           | Sjinnik Jaroslavl       | Premjer-Liga    | 13  | 0  | 0  | 0 | —  | — | 13  | 0  |
| 2005                           | Sjinnik Jaroslavl       | Premjer-Liga    | 29  | 0  | 2  | 0 | —  | — | 31  | 0  |
| 2006                           | Sjinnik Jaroslavl       | Premjer-Liga    | 17  | 0  | 3  | 0 | —  | — | 20  | 0  |
| 2007                           | Tom Tomsk               | Premjer-Liga    | 12  | 1  | 0  | 0 | —  | — | 12  | 1  |
| 2008                           | Tom Tomsk               | Premjer-Liga    | 21  | 0  | 2  | 0 | —  | — | 23  | 0  |
| 2009                           | Tom Tomsk               | Premjer-Liga    | 27  | 3  | 2  | 0 | —  | — | 29  | 3  |
| 2009/10                        | AE Larissa 1964         | Super League    | 7   | 0  | 0  | 0 | —  | — | 7   | 0  |
| 2010/11                        | ADO Den Haag            | Eredivisie      | 30  | 3  | 1  | 0 | 4  | 0 | 35  | 3  |
| 2011/12                        | ADO Den Haag            | Eredivisie      | 23  | 1  | 2  | 0 | 4  | 0 | 29  | 1  |
| 2012/13                        | ADO Den Haag            | Eredivisie      | 0   | 0  | 0  | 0 | —  | — | 0   | 0  |
| 2012/13                        | → VVV-Venlo             | Eredivisie      | 27  | 1  | 1  | 0 | 2  | 0 | 30  | 1  |
| 2013/14                        | Olimpija Ljubljana      | PrvaLiga        | 8   | 0  | 2  | 0 | —  | — | 10  | 0  |
| Carrière totaal                | Carrière totaal         | Carrière totaal | 361 | 39 | 19 | 0 | 16 | 0 | 396 | 39 |
| Bijgewerkt tot 5 december 2016 |                         |                 |     |    |    |   |    |   |     |    |

## Interlandcarrière
Radosavljevič kwam negenendertig keer (één doelpunt, tegen San Marino) uit voor de nationale ploeg van Slovenië. Hij maakte zijn debuut op woensdag 21 augustus 2002 in de vriendschappelijke uitwedstrijd tegen Italië, die met 1-0 werd gewonnen door een treffer van Sebastjan Cimirotič. Andere debutanten in dat duel namens Slovenië waren centrale verdediger Matej Mavrič (ND Gorica), middenvelder Goran Šukalo (Unterhaching) en verdediger Suad Filekovič (NK Maribor). Radosavljevič viel na 66 minuten in voor Šukalo. Hij maakte deel uit van de Sloveense selectie op de WK-eindronde in Zuid-Afrika, waar hij in alle drie groepsduels in actie kwam voor de nationale ploeg.
| Interlands van Aleksandar Radosavljevič voor Slovenië | Interlands van Aleksandar Radosavljevič voor Slovenië | Interlands van Aleksandar Radosavljevič voor Slovenië | Interlands van Aleksandar Radosavljevič voor Slovenië | Interlands van Aleksandar Radosavljevič voor Slovenië | Interlands van Aleksandar Radosavljevič voor Slovenië |
| №                                                     | Datum                                                 | Wedstrijd                                             | Uitslag                                               | Competitie                                            | Goals                                                 |
| Als speler van Sjinnik Jaroslavl                      | Als speler van Sjinnik Jaroslavl                      | Als speler van Sjinnik Jaroslavl                      | Als speler van Sjinnik Jaroslavl                      | Als speler van Sjinnik Jaroslavl                      | Als speler van Sjinnik Jaroslavl                      |
| ----------------------------------------------------- | ----------------------------------------------------- | ----------------------------------------------------- | ----------------------------------------------------- | ----------------------------------------------------- | ----------------------------------------------------- |
| 1                                                     | 21 augustus 2002                                      | Italië – Slovenië                                     | 0–1                                                   | Vriendschappelijk                                     |                                                       |
| 2                                                     | 7 september 2002                                      | Slovenië – Malta                                      | 3–0                                                   | EK-kwalificatie                                       |                                                       |
| 3                                                     | 12 oktober 2002                                       | Frankrijk – Slovenië                                  | 5–0                                                   | EK-kwalificatie                                       |                                                       |
| 4                                                     | 23 januari 2003                                       | Slovenië – Rusland                                    | 0–1                                                   | Vriendschappelijk                                     |                                                       |
| Als speler van Tom Tomsk                              |                                                       |                                                       |                                                       |                                                       |                                                       |
| 5                                                     | 15 oktober 2008                                       | Tsjechië – Slovenië                                   | 1–0                                                   | WK-kwalificatie                                       |                                                       |
| 6                                                     | 19 november 2008                                      | Slovenië – Bosnië en Herzegovina                      | 3–4                                                   | Vriendschappelijk                                     |                                                       |
| 7                                                     | 11 februari 2009                                      | België – Slovenië                                     | 2–0                                                   | Vriendschappelijk                                     |                                                       |
| 8                                                     | 12 augustus 2009                                      | Slovenië – San Marino                                 | 5–0                                                   | WK-kwalificatie                                       | Goal                                                  |
| 9                                                     | 5 september 2009                                      | Engeland – Slovenië                                   | 2–1                                                   | Vriendschappelijk                                     |                                                       |
| 10                                                    | 9 september 2009                                      | Slovenië – Polen                                      | 3–0                                                   | WK-kwalificatie                                       |                                                       |
| 11                                                    | 10 oktober 2009                                       | Slowakije – Slovenië                                  | 0–2                                                   | WK-kwalificatie                                       |                                                       |
| 12                                                    | 14 oktober 2009                                       | San Marino – Slovenië                                 | 0–3                                                   | WK-kwalificatie                                       |                                                       |
| 13                                                    | 14 november 2009                                      | Rusland – Slovenië                                    | 2–1                                                   | WK-kwalificatie                                       |                                                       |
| 14                                                    | 18 november 2009                                      | Slovenië – Rusland                                    | 1–1                                                   | WK-kwalificatie                                       |                                                       |
| Als speler van AE Larissa 1964                        |                                                       |                                                       |                                                       |                                                       |                                                       |
| 15                                                    | 3 maart 2010                                          | Slovenië – Qatar                                      | 4–1                                                   | Vriendschappelijk                                     |                                                       |
| 16                                                    | 4 juni 2010                                           | Slovenië – Nieuw-Zeeland                              | 3–1                                                   | Vriendschappelijk                                     |                                                       |
| 17                                                    | 13 juni 2010                                          | Algerije – Slovenië                                   | 0–1                                                   | WK-eindronde                                          |                                                       |
| 18                                                    | 18 juni 2010                                          | Slovenië – Verenigde Staten                           | 2–2                                                   | WK-eindronde                                          |                                                       |
| 19                                                    | 23 juni 2010                                          | Slovenië – Engeland                                   | 0–1                                                   | WK-eindronde                                          |                                                       |
| Als speler van ADO Den Haag                           |                                                       |                                                       |                                                       |                                                       |                                                       |
| 20                                                    | 11 augustus 2010                                      | Slovenië – Australië                                  | 2–0                                                   | Vriendschappelijk                                     |                                                       |
| 21                                                    | 3 september 2010                                      | Slovenië – Noord-Ierland                              | 0–1                                                   | EK-kwalificatie                                       |                                                       |
| 22                                                    | 7 september 2010                                      | Servië – Slovenië                                     | 1–1                                                   | EK-kwalificatie                                       |                                                       |
| 23                                                    | 8 oktober 2010                                        | Slovenië – Faeröer                                    | 5–1                                                   | EK-kwalificatie                                       |                                                       |
| 24                                                    | 12 oktober 2010                                       | Estland – Slovenië                                    | 0–1                                                   | EK-kwalificatie                                       |                                                       |
| 25                                                    | 17 november 2010                                      | Slovenië – Georgië                                    | 1–2                                                   | Vriendschappelijk                                     |                                                       |
| 26                                                    | 9 februari 2011                                       | Albanië – Slovenië                                    | 1–2                                                   | Vriendschappelijk                                     |                                                       |
| 27                                                    | 25 maart 2011                                         | Slovenië – Italië                                     | 0–1                                                   | EK-kwalificatie                                       |                                                       |
| 28                                                    | 10 augustus 2011                                      | Slovenië – België                                     | 0–0                                                   | Vriendschappelijk                                     |                                                       |
| 29                                                    | 2 september 2011                                      | Slovenië – Estland                                    | 1–2                                                   | EK-kwalificatie                                       |                                                       |
| 30                                                    | 6 september 2011                                      | Italië – Slovenië                                     | 1–0                                                   | EK-kwalificatie                                       |                                                       |
| 31                                                    | 11 oktober 2011                                       | Slovenië – Servië                                     | 1–0                                                   | EK-kwalificatie                                       |                                                       |
| 32                                                    | 29 februari 2012                                      | Slovenië – Schotland                                  | 1–1                                                   | Vriendschappelijk                                     |                                                       |
| 33                                                    | 26 mei 2012                                           | Griekenland – Slovenië                                | 1–1                                                   | Vriendschappelijk                                     |                                                       |
| 34                                                    | 15 augustus 2012                                      | Slovenië – Roemenië                                   | 4–3                                                   | Vriendschappelijk                                     |                                                       |
| Als speler van VVV-Venlo                              |                                                       |                                                       |                                                       |                                                       |                                                       |
| 35                                                    | 7 september 2012                                      | Slovenië – Zwitserland                                | 0–2                                                   | WK-kwalificatie                                       |                                                       |
| 36                                                    | 12 oktober 2012                                       | Slovenië – Cyprus                                     | 2–1                                                   | WK-kwalificatie                                       |                                                       |
| 37                                                    | 16 oktober 2012                                       | Albanië – Slovenië                                    | 1–0                                                   | WK-kwalificatie                                       |                                                       |
| 38                                                    | 22 maart 2013                                         | Slovenië – IJsland                                    | 1–2                                                   | WK-kwalificatie                                       |                                                       |
| 39                                                    | 31 mei 2013                                           | Turkije – Slovenië                                    | 0–2                                                   | Vriendschappelijk                                     |                                                       |
| 40                                                    | 7 juni 2013                                           | IJsland – Slovenië                                    | 2–4                                                   | WK-kwalificatie                                       |                                                       |